# Shanghai Aviation Industrial Company
Shanghai Aircraft Manufacturing Factory, Shanghai Aviation Industrial Company o Shanghai Aircraft Company es una compañía involucrada en el desarrollo de tecnología aeroespacial con base en Shanghái que desarrolla diversas actividades dentro de esta industria como:
- Fabricación de aeronaves
- Subcontratista en programas de fabricación de partes y componentes.
- Reparación y mantenimiento
- Productos no-aeroespaciales: escaleras aéreas, aerodeslizadores, fabricación de ventanillas, partes de trenes aeromagnéticos, etc.

## Productos
Aviones regionales
- ACAC ARJ21 (montaje final)

Aviones comerciales
- Shanghai Y-10 (producción descontinuada)
- McDonnell Douglas MD-82
- McDonnell Douglas MD-83
- McDonnell Douglas MD-90
- Estabilizadores verticales para los Boeing 737 y Boeing 777